# Permskij rajon
Il Permskij rajon (in russo Пермский район?) è un municipal'nyj rajon (муниципальный округ) del Territorio di Perm', in Russia; il centro amministrativo è la città di Perm' che non fa parte del distretto.
Il distretto è situato nella zona suburbana di Perm' e, per la maggior parte, si trova sulla riva sinistra del fiume Kama.